# Vladimir Voskoboinikov
Vladimir Voskoboinikov (ur. 2 lutego 1983 w Tallinnie) – estoński piłkarz występujący na pozycji napastnika.

## Kariera klubowa
Jako junior Voskoboinikov grał w drużynie Puuma. W 2001 roku został zawodnikiem Levadii Tallinn, w której barwach zadebiutował w seniorskiej piłce. Jej graczem był do roku 2004. Następnie przeszedł do belgijskiego Brussels. W pierwszej lidze belgijskiej zadebiutował 24 września 2004 w przegranym 1:6 meczu z Club Brugge. W styczniu 2005 został wypożyczony do drugoligowego Eupen. Po sezonie 2004/2005 wrócił do Brussels, jednak nie rozegrał tam już żadnego spotkania.
W 2006 wrócił do Levadii Tallinn, z którą w tym samym roku zdobył mistrzostwo Estonii. W latach 2007–2008 reprezentował barwy Torpeda Moskwa, grającego w drugiej lidze rosyjskiej. W kolejnych latach grał w zespołach Syrianska, Łucz-Eniergija Władywostok, Neftçi, Levadia Tallinn oraz Chimki.
W 2012 roku został zawodnikiem gruzińskiego Dinama Tbilisi, jednak w 2013 odszedł do estońskiego Nõmme Kalju. W tym samym roku wywalczył wicemistrzostwo Estonii, a także został królem strzelców ligi estońskiej. W 2014 roku przebywał na wypożyczeniu w Qingdao Hainiu, po czym wrócił do Nõmme Kalju. W 2016 roku przeszedł do Infonetu. Zdobył z nim mistrzostwo Estonii (2016) oraz Puchar Estonii (2017). W 2017 roku Voskoboinikov zakończył karierę.

## Kariera reprezentacyjna
W reprezentacji Estonii Voskoboinikov zadebiutował 2 czerwca 2007 w przegranym 0:1 meczu eliminacji do Mistrzostw Europy 2008 z Chorwacją, a 18 listopada 2008 w wygranym 1:0 towarzyskim pojedynku z Mołdawią strzelił swojego pierwszego gola w kadrze.
W latach 2007–2013 w drużynie narodowej rozegrał 36 spotkań i zdobył 4 bramki.